# Eustrotia citripennis
Eustrotia citripennis là một loài bướm đêm trong họ Noctuidae.